# Ermenonville-la-Grande
Ermenonville-la-Grande is een gemeente in het Franse departement Eure-et-Loir (regio Centre-Val de Loire) en telt 300 inwoners (1999). De plaats maakt deel uit van het arrondissement Chartres.

## Geografie
De oppervlakte van Ermenonville-la-Grande bedraagt 11,8 km², de bevolkingsdichtheid is 25,4 inwoners per km².
De onderstaande kaart toont de ligging van Ermenonville-la-Grande met de belangrijkste infrastructuur en aangrenzende gemeenten.

## Geschiedenis
Tussen 29 januari en 8 februari 1939 zijn meer dan 2000 Spaanse vluchtelingen (voor de troepen van Franco) in het departement Eure-et-Loir aangekomen. Bij gberek aan voldoende opvangmogelijkheden werden zij over 53 dorpen, waaronder Ermenonville-la-Grande, verspreid.
Het ging voornamelijk om vrouwen en kinderen. Zij werden onder strikte quarantaine geplaatst en gevaccineerd, post werd beperkt, maar de voedselvoorziening werd verzekerd.

## Demografie
Onderstaande figuur toont het verloop van het inwonertal (bron: INSEE-tellingen).